# Aggregata sepiae
Aggregata sepiae is een soort in de taxonomische indeling van de Myzozoa, een stam van microscopische parasitaire dieren. Het organisme komt uit het geslacht Aggregata en behoort tot de familie Aggregatidae. Aggregata sepiae werd in 1863 ontdekt door Lankester.